# Prix Thérouanne
Le prix Thérouanne, de la fondation du même nom, est un ancien prix d’histoire, créé en 1869, décerné chaque année jusqu'en 1989 par l'Académie française.  
En 1869, Monsieur de Thérouanne est avocat à la Cour impériale de Paris. C'est une rente de 4 000 francs qu'il lègue à l'Académie française pour la création d'un prix à son nom qui récompense les auteurs d'ouvrages historiques.

## Liste des lauréats

### De 1870 à 1910
- 1870 : 
  - Victor de Saint-Genis pour Histoire de Savoie
  - Marius Topin pour L'Homme au masque de fer
- 1871 : Augustin Challamel pour Mémoires du peuple français, depuis son origine jusqu’à nos jours
- 1872 : Hermile Reynald (1828-1883) pour Mirabeau et la Constituante
- 1873 : 
  - Charles Aubertin pour L'Esprit public au XVIIIe siècle
  - Daniel Stern alias Marie d'Agoult pour Histoire des commencements de la République aux Pays-Bas
- 1874 : 
  - Joseph-Émile Belot pour Histoire des chevaliers romains
  - Edmond Hugues pour Histoire de la Restauration du protestantisme en France au XVIIIe siècle
- 1875 : 
  - Numa Denis Fustel de Coulanges pour Histoire des institutions politiques de l’ancienne France
  - Louis Petit de Julleville pour Histoire de la Grèce sous la domination romaine
  - Charles Yriarte pour La Vie d’un patricien de Venise au XVIe siècle
- 1876 : 
  - Benjamin Aubé (1826-1887) pour Histoire des persécutions de l’Église jusqu’à la fin des Antonins
  - Marius Topin pour Étude historique sur Louis XIII et Richelieu
- 1877 : 
  - Pierre Foncin pour Le Ministère Turgot
  - Charles d'Héricault pour La Révolution de Thermidor. Robespierre et le comité de salut public en l’an II
  - Ernest Lavisse pour Étude sur l’une des origines de la monarchie prussienne
  - Berthold Zeller (1848-1899) pour Henri IV et Marie de Médicis
- 1878 : 
  - Antonin Debidour pour La Fronde angevine
  - Henri Forneron pour Les Ducs de Guise et leur époque
  - Achille Luchaire pour Alain le Grand
- 1879 : 
  - Ernest Denis pour Huss et la Guerre des Hussites
  - Félix Rocquain pour L’Esprit révolutionnaire avant la révolution (1715-1789)
- 1880 : 
  - Victor Du Bled (1848-1927) pour Histoire de la Monarchie de juillet (1830-1848)
  - Ernest Lavisse pour Études sur l’histoire de la Prusse
- 1881 : 
  - Jules Bourelly pour Le Maréchal de Fabert (1599-1662)
  - Léonce de Piépape (1840-1925) pour Histoire de la réunion de la Franche-Comté à la France (1279-1678)
  - Édouard Hardÿ de Périni pour Origines de la tactique française
- 1882 : 
  - Hector de La Ferrière pour Publication des lettres de Catherine de Médicis
  - Hélion de Luçay pour Des origines du pouvoir ministériel en France. Les secrétaires d'État depuis leur institution jusqu'à la mort de Louis XV
  - Henri Forneron pour Histoire de Philippe II
- 1883 : 
  - Jules Delaborde (1806-1899) pour Gaspard de Coligny, amiral de France
  - Albert Du Boys (1804-1889) pour Catherine d’Aragon et les Origines du schisme anglican
- 1884 : 
  - Jules Flammermont pour Le Chancelier Maupeou et les Parlements
  - Hermile Reynald (1828-1883) pour Succession d’Espagne, Louis XIV et Guillaume III. Histoire des deux traités de partage et du testament de Charles II
- 1885 : 
  - Charles Bémont pour Simon de Montfort, comte de Leicester
  - Henry de La Garde (1825-18..) pour Le Duc de Rohan et les Protestants sous Louis XIII
- 1886 : 
  - Joseph-Bruno-Marie-Constantin de Kervyn de Lettenhove pour Les Huguenots et les Gueux
  - Jean-Baptiste Dubédat (1823-1901) pour Histoire du parlement de Toulouse
  - René Stourm pour Les Finances de l’ancien régime et la Révolution
- 1887 : 
  - Ernest Allain (1847-1902) pour La Question d’enseignement en 1789 d’après les cahiers
  - Marie-René de Courcy pour La Coalition de 1701 contre la France
  - Charles-Antoine Thoumas pour Les Capitulations. Étude d’histoire militaire sur la responsabilité du commandement
- 1888 : 
  - Léon de Lanzac de Laborie pour Jean-Joseph Mounier
  - Joseph-Antoine-Félix Faure (1822-1914) pour Les Assemblées de Vizille et de Romans en Dauphiné durant l'année 1788
  - Paul Robiquet (1848-1928) pour Paris et la Ligue sous le règne de Henri III
- 1889 : Germain Bapst pour Les Joyaux de la couronne[4]
- 1890 : 
  - Marie-Camille-Alfred de Meaux pour La Réforme et la Politique en Europe jusqu’à la paix de Westphalie
  - Antonin Deloume pour Les Manieurs d’argent à Rome
- 1891 : 
  - Jules Lair pour Nicolas Foucquet
  - Achille Luchaire pour Les Communes françaises à l’époque des Capétiens directs
  - François-Marie Luzel pour Chansons populaires de la Basse-Bretagne
- 1892 : 
  - François Marie Adhémar d’Antioche pour Changarnier
  - Paul Henri Balluet d'Estournelles de Constant pour La Politique française en Tunisie
  - Auguste Moireau pour Histoire des États-Unis de l’Amérique du Nord, depuis la découverte du nouveau continent jusqu'à nos jours
- 1893 : 
  - Fernand Bournon pour La Bastille
  - Maurice Jollivet pour La "Révolution française" en Corse
  - Abel Lefranc pour Histoire du Collège de France
  - Kazimierz Waliszewski pour Le Roman d’une impératrice, Catherine II de Russie
- 1894 : 
  - Prosper Boissonnade pour Histoire de la réunion de la Navarre à la Castille
  - Louis Bonneville de Marsangy (1839-19..) pour Le Chevalier de Vergennes. Son ambassade à Constantinople
  - Henri Choppin pour Histoire de la cavalerie française
  - Marquis d’Aragon pour Le Prince Charles de Nassau-Siegen, d’après la correspondance inédite de 1784 à 1789
  - Octave Noël (1846-1918) pour Histoire du commerce du monde depuis les temps les plus reculés
  - Paul Pisani pour La Dalmatie de 1797 à 1815
- 1895 : 
  - Henri Chabeuf (1836-1925) pour Dijon, monuments et souvenirs
  - Gaston de Ludre pour Histoire d’une famille de la chevalerie lorraine
  - Antoine Degert pour Le Cardinal d’Ossat (1537-1604)
  - Pierre-Paul Laffleur de Kermaingant (1843-1920) pour L’Ambassade de France en Angleterre sous Henri IV. Mission de Christophe de Harlay, comte de Beaumont (1602-1605)
- 1896 : 
  - Léon de Lanzac de Laborie pour La Domination française en Belgique (1795-1814)
  - Camille Jullian pour Histoire de Bordeaux
  - Léon Lecestre (1861-1941) pour Mémoires de Gourville (1646-1702)
- 1897 : Paul Dognon (1857-1931) pour Les Institutions politiques et administratives du pays de Languedoc, du XIIIe siècle aux guerres de religion
- 1898 : 
  - Odon-Jean-Marie Delarc pour L’Église de Paris pendant la Révolution française (1789-1801)
  - François Descostes pour La Révolution française vue de l’étranger (1789-1799)
  - Paul Masson pour Histoire du commerce français dans le Levant au XVIIe siècle
  - Georges Auguste Pariset (1865-1927) pour L’État et les Églises en Prusse sous Frédéric Guillaume Ier (1713-1740)
  - Berthold Zeller (1848-1899) pour La Minorité de Louis XIII
- 1899 : 
  - Pierre Boyé pour Un roi de Pologne et la couronne ducale de Lorraine. Stanislas Leszczynski et le troisième traité de Vienne
  - Paul Cottin pour Toulon et les Anglais en 1793
  - Frantz Funck-Brentano pour Légendes et Archives de la Bastille
  - Théodore Gosselin, dit G. Lenotre pour Le Marquis de La Rouërie
  - Eugène Marin (1860-1921) pour Les Moines de Constantinople depuis la fondation de la ville jusqu’à la mort de Photius (330-898)
  - Marcel Marion pour La Bretagne et le Duc d’Aiguillon
  - Achille Taphanel (1847-1927) pour La Baumelle et Saint-Cyr
- 1900 : 
  - Félix Bouvier pour Bonaparte en Italie (1796)
  - Albéric de Calonne pour Histoire de la ville d’Amiens
  - Bernard de Lacombe (1875-1954) pour Les Débuts des guerres de religion (Orléans, 1559-1564), Catherine de Médicis entre Guise et Condé
  - Louise Garreau (1859-1925) pour L'État social de la France au temps des croisades
  - Gabriel Syveton pour Au camp d’Altrandstadt
- 1901 : 
  - Victor Bérard pour L’Angleterre et l’Impérialisme
  - Gustave Bloch pour Histoire de France depuis les origines jusqu’à la Révolution. Les origines : la Gaule indépendante et la Gaule romaine
  - Gaston Isambert (1867-1941) pour L’Indépendance grecque et l’Europe
  - Stéfane Pol alias Paul Coutant (1865-1935) pour Le Conventionnel Le Bas
- 1902 : 
  - Comtesse de Beaulaincourt pour Journal du maréchal de Castellane (1804-1862)
  - Abbé Rémi Couzard pour Une ambassade à Rome sous Louis XIV
  - Paul Gachon (1854-1929) pour Quelques préliminaires de la révocation de l’Édit de Nantes en Languedoc
  - Jean-Jules Jusserand pour Les Sports et Jeux d’exercice dans l’ancienne France
  - Henri Prentout pour L’Île de France sous Decaen
- 1903 : 
  - René Blachez pour Bonchamps et l'Insurrection vendéenne (1760-1793)
  - Arthur de Lort de Sérignan pour Les Préliminaires de Valmy. La première invasion de la Belgique (1792)
  - Ernest Denis pour La Bohême depuis la Montagne Blanche
  - Édouard Hardÿ de Périni pour Batailles françaises
  - Arthur Lévy pour Napoléon intime et Napoléon et la Paix[5]
  - Émile Toutey pour Charles le Téméraire et la Ligue de Constance
- 1904[6] : 
  - Raoul Allier pour La Cabale des dévots
  - Louis Batiffol pour Au temps de Louis XIII
  - Robert Calmon-Maison (1854-1923) pour Le Maréchal de Château-Renault (1637-1716)
  - Frédéric Canonge (1837-1927) pour Traité d'histoire et d'art militaire
  - Eugène Cruyplants pour La Belgique sous la domination française (1792-1814)
  - René Henry (politologue, 1871-19..) pour Questions d’Autriche-Hongrie et questions d’Orient
  - Arsène Périer (1841-19..) pour Un chancelier au XVe siècle : Nicolas Rolin, 1380-1461
  - Marius Sepet pour Les Préliminaires de la révolution. La chute de l’ancienne France. Six mois d’histoire révolutionnaire (juillet 1790-janvier 1791)
- 1905 : 
  - Thomas Chapais pour Jean Talon, intendant de la Nouvelle France (1565-1672)
  - Urbain-Victor Chatelain pour Le Surintendant Fouquet, protecteur des Lettres, des Arts et des Sciences
  - Docteur Francus alias Albin Mazon pour Notes et Documents sur les huguenots du Vivarais
  - Paul Guiraud pour Études économiques sur l'antiquité
  - Jean Morvan pour Le Soldat impérial (1800-1814)
  - Georges Servières pour L’Allemagne française sous Napoléon 1er
- 1906 : 
  - Victor-Louis Bourrilly (1872-1945) pour Guillaume du Bellay, seigneur de Langey (1491-1543)
  - Thierry de Brimont pour Le XVIe siècle et les Guerres de la Réforme en Berry
  - Émile Horn (1858-1937) pour François Rakoczi II, prince de Transylvanie (1676-1735)
  - Patrice Mahon alias Art Roë pour Études sur les armées du Directoire
  - Marcel Marion pour Le Garde des Sceaux Lamoignon et la Réforme judiciaire de 1788
  - Gabriel Pérouse pour Le Cardinal Louis Aleman
- 1907 : 
  - Jérôme Brochet pour Saint Jérôme et ses ennemis
  - Stéphane-Claude Gigon pour La Révolte de la gabelle en Guyenne (1548-49)
  - Gabriel Mareschal de Bièvre (1866-1941) pour Georges Mareschal, seigneur de Bièvre, chirurgien et confident de Louis XIV (1658-1736)
  - Émile Salone (1858-1928) pour La Colonisation de la nouvelle France
- 1908 : 
  - Frantz Funck-Brentano pour Mandrin
  - Auguste-Armand de La Force pour L’Architrésorier Lebrun, gouverneur de la Hollande, 1810-1813
  - Pierre Morane (1873-1935) pour Paul Ier de Russie avant l'avènement (1754-1796)
  - Paul Pierling pour La Russie et le Saint-Siège (Études diplomatiques)
  - François Rousseau (1862-1927) pour Règne de Charles III d’Espagne (1759-1788)
  - Grégoire Yakschitch (1871-1955) pour L’Europe et la Résurrection de la Serbie (1804-1834)
- 1909 : 
  - Gustaaf Caudrillier (1865-19..) pour La Trahison de Pichegru et les Intrigues royalistes dans l’Est avant Fructidor
  - Gabriel de Mun pour Richelieu et la Maison de Savoie
  - Paul d’Estrée pour Le Père Duchesne. Hébert et la Commune de Paris (1792-1794)
  - Gustave Gautherot pour La Révolution française dans l’ancien évêché de Bâle
  - Paul Kaeppelin pour La Compagnie des Indes orientales et François Martin
  - Pierre Rain (1881-1976) pour L’Europe et la Restauration des Bourbons (1814-1818)
  - Albert Schuermans pour Itinéraire général de Napoléon Ier
- 1910 : 
  - Capitaine Henry Bourdeau pour Les Armées du Rhin au début du Directoire
  - Henri Couturier pour La Préparation des États Généraux de 1789 en Poitou
  - Prosper Cultru pour Histoire de la Cochinchine française, des origines à 1883
  - Arthur Kleinclausz pour Histoire de Bourgogne
  - Arthur Le Moy (1869-1946) pour Le Parlement de Bretagne et le Pouvoir royal au XVIIIe siècle
  - Maurice Sautai (1868-1915) pour Les Milices provinciales sous Louvois et Barbezieux (1688-1697)

### De 1911 à 1950
- 1911 : 
  - Auguste Baudot (1868-1933) pour Études historiques sur la pharmacie en Bourgogne avant 1803
  - Antoine-Erhard Borel (pseudonyme Tony Borel) pour Une ambassade Suisse à Paris (1663)
  - Émile Collas (1842-19..) pour Valentine de Milan, duchesse d’Orléans
  - Édouard Driault pour Napoléon et l’Europe. La politique extérieure du Premier Consul (1800-1803)
  - Camille Latreille pour L’Opposition religieuse au Concordat de 1792 à 1802 et Après le Concordat, l’opposition de 1803 à nos jours
- 1912 : 
  - Charles Bost pour Les Prédicants protestants des Cévennes et du Bas-Languedoc (1684-1700)
  - Georges Collas (1874-1962) pour Jean Chapelain (1595-1674)
  - Lieutenant-colonel Albert Dulac pour Les Levées départementales dans l’Allier sous la Révolution (1791-1796)
  - Léon Radiguet pour L’Acte additionnel aux constitutions de l’Empire du 22 avril 1815
  - Jacques Rambaud (1878-1914) pour Naples sous Joseph Bonaparte (1806-1808)
  - Jules Silvestre (1841-1918) pour Les Brûlots anglais en rade de l’île d’Aix (1809)
- 1913 : 
  - Prosper Boissonnade pour Histoire des premiers essais de relations économiques directes entre la France et l’État prussien pendant le règne de Louis XIV (1643-1715)
  - Albert Croquez pour La Flandre wallonne et le Pays de l’intendance de Lille sous Louis XIV
  - Paul Denis (1873-1918) pour Le Cardinal de Richelieu et la Réforme des monastères bénédictins
  - Ernest Picard (1863-1913) pour 1870, Sedan
  - Louis-Narcisse Prunel (1874-1932) pour Sébastien Zamet, sa vie et ses œuvres (1588-1655) et Lettres spirituelles de Sébastien Zamet
  - Jean Sauzey (1859-1916) pour Les Allemands sous les aigles français. Essai sur les troupes de la Confédération du Rhin (1806-1814)
- 1914 : 
  - Émile Gabory pour Napoléon et la Vendée
  - Georges Noël pour Mme de Grafigny (1695-1758)
  - Bernard Serrigny pour L’Évolution de l’Empire allemand de 1871 à nos jours
  - Joseph Trésal (1867-1939) pour L’Annexion de la Savoie à la France (1848-1860)
  - Joseph Vidal de la Blache pour L’Évacuation de l’Espagne et l’invasion dans le Midi
- 1915 : 
  - François Laurentie pour l'ensemble de son œuvre
  - Maurice Sautai (1868-1915)
- 1916 : 
  - Henri Auffroy (1873-1914)
  - Jean Veye Chareton (1869-1915)
  - Georges André-Fribourg
  - Alphonse-Louis Grasset (1873-1952) pour La Doctrine allemande et les Leçons de Moukden
  - Georges Hulot pour 1814. La Manœuvre de Laon
  - Léon Loÿ (1893-1915) pour l'ensemble de son œuvre
  - Capitaine d’Ussel
- 1917 : 
  - Paul Ballaguy (1873-1937) pour Un général de l’an II, Charles Seriziat (1756-1802)
  - Auguste Berga pour Pierre Skarga (1536-1612)
  - Auguste Boppe pour L’Albanie et Napoléon (1797-1814)
  - Frédéric Canonge (1837-1927) pour Histoire de l’invasion allemande en 1870-1871
  - Albert Helly pour Guichard Deagant (1574-1645)
  - Paul Viard pour L’Administration préfectorale dans le département de la Côte d’Or sous le Consulat et le Premier Empire
- 1918 : 
  - Bertrand Auerbach pour Les Races et les Nationalités en Autriche-Hongrie
  - Eugène-Napoléon Beyens pour L’Allemagne avant la guerre
  - Camille-Georges Picavet (1881-1934) pour Les Dernières Années de Turenne (1660-1675)
  - Émile Sageret (1864-1935) pour Le Morbihan et la Chouannerie morbihannaise sous le Consulat
- 1919 : 
  - Marc de Villiers pour Histoire de la fondation de la Nouvelle-Orléans
  - Ferdinand Gaugain pour Histoire de la Révolution dans la Mayenne
  - Julien Rovere alias Georges Lote pour Les Survivances françaises dans l’Allemagne napoléonienne (1815-1914)
  - Alphonse Sachet (1848-1924) pour Le Pardon annuel de la Saint-Jean et de la Saint-Pierre de Lyon
  - Philippe Sagnac pour Le Rhin français pendant la Révolution et l’Empire
- 1920 : 
  - Maurice de Pange (1848-1913) pour Les Lorrains et la France au moyen âge
  - René Johannet pour Le Principe des nationalités
  - Auguste Leman (1879-1945) pour Urbain VIII et la Rivalité de la France et de la Maison d’Autriche de 1631 à 1635
  - Émile Bérard-Varagnac (1849-1925) pour Un grand espagnol, Émilio Castelar
- 1921 : 
  - Marcel Blanchard (1885-1965) pour La Route des Alpes occidentales à l’époque napoléonienne (1796-1815)
  - Albert Croquez pour Louis XIV en Flandres
  - Joseph Dedieu (1878-1960) pour Le Rôle politique des protestants français
  - Maximin Deloche (1859-1936) pour Autour de la plume du Cardinal de Richelieu
  - Maurice Giraud pour Essai sur l’histoire religieuse de la Sarthe de 1789 à l’an IV
- 1922 : 
  - André-Félix Aude pour Vie publique et privée d’André de Béthoulat, comte de la Vauguyon, ambassadeur de France (1630-1693)
  - Marc Chassaigne (1883-19..) pour Le Procès du Chevalier de la Barre
  - Paul Dudon (1859-1941) pour Le Quiétiste espagnol, Michel Molinos (1628-1696)
  - Georges Hardy pour L'Enseignement au Sénégal de 1817 à 1854
  - François Armand Édouard Lefebvre de Béhaine pour Le Comte d’Artois sur la route de Paris, 1814
- 1923 : 
  - Ferdinand Cavallera pour Saint Jérôme, sa vie et son œuvre
  - Pierre Crépin pour Mahé de la Bourdonnais (1699-1753)
  - Émile Gabory pour Les Bourbons et la Vendée
  - Jacques Pannier pour L’Église réformée de Paris sous Louis XIII (1610-1621)
  - Charles Schmidt (1872-1956) pour Les Plans secrets de la politique allemande en Alsace-Lorraine (1915-1918)
- 1924 : 
  - Paul Biver pour Histoire du château de Meudon
  - Eugène de Guichen (1869-1938) pour La Crise d’Orient de 1839 à 1841 et l’Europe
  - Ferdinand de Navenne pour Rome et le Palais Farnèse pendant les trois derniers siècles
  - René d’Argenson (1875-1931) pour Autour d’un ministre de Louis XV
  - Daniel Halévy pour Vauban
  - Pierre Lyautey pour Le Drame oriental et le Rôle de la France
  - François Rousseau (1862-1927) pour Dom Grégoire Tarrisse (1575-1648)
- 1925 : 
  - Fernand Baldensperger pour Le Mouvement des idées dans l’émigration française
  - Bernard Faÿ pour L’Esprit révolutionnaire en France et aux États-Unis à la fin du XVIIIe siècle
  - Jean Lorédan pour La machine infernale de la rue Nicaise
  - Auguste Thomazi pour La Guerre navale dans la zone des armées du Nord
- 1926 : 
  - Antoine Bernard pour La Gaspésie au soleil
  - Jane Chapon et Léon Bizard (1872-1942) pour Histoire de la prison Saint-Lazare du Moyen Âge à nos jours
  - Joseph de Broqua pour Cola di Rienzo, tribun de Rome
  - Georges Grosjean pour La Politique rhénane de Vergennes
  - Jean Lucas-Dubreton (1883-1972) pour Louis XVIII
  - Hélène de Reinach-Foussemagne (1860-1942) pour Charlotte de Belgique, impératrice du Mexique
- 1927 : 
  - Jean-François Barton de Montbas pour Au service du roi
  - Eugène de Guichen (1869-1938) pour Les Grandes Questions européennes et la diplomatie des puissances sous la IIe République
  - Gabriel de La Rochefoucauld (1875-1942) pour Le Cardinal François de la Rochefoucauld
  - François Dvornik pour Les Slaves de Byzance et Rome au IXe siècle
  - Jules Gay pour Les Papes du XIe siècle et la Chrétienté
  - Jean Rivière (1878-1946) pour Le Problème de l’Église et de l’État au temps de Philippe le Bel
  - John Viénot pour Histoire de la Réforme française des origines à l’Édit de Nantes
- 1928 : 
  - Henri Bédarida pour Parme et la France de 1748 à 1789
  - Robert David pour Le Drame ignoré de l’armée d’Orient
  - Édouard de Moreau pour Saint Amand, apôtre de la Belgique et du nord de la France
  - Émile Dermenghem pour Thomas Morus et les Utopistes de la Renaissance
  - Paul Guériot (1860-1949) pour La Captivité de Napoléon III en Allemagne
  - Roger Merlin (1858-1943) pour Merlin de Thionville
  - Maurice Renard pour Notre-Dame Royale
- 1929 : 
  - Louis de Cardenal pour La Province pendant la Révolution. Histoire des clubs jacobins (1789-1795)
  - Jules Gallerand pour Les Cultes sous la Terreur en Loir-et-Cher
  - R.P. Gratien pour Histoire de la fondation et de l’évolution de l’ordre des frères mineurs au XIIIe siècle
  - Édouard de Marcère (1858-1943) pour Une ambassade à Constantinople
  - Louis Selosse (1886-1914) pour L’Île de Serk
- 1930 : 
  - Léonce Celier pour Les Filles de la charité
  - Julien Franc pour La Colonisation de la Mitidjâ
  - Léon Mirot pour Manuel de géographie historique
  - Camille-Georges Picavet (1881-1934) pour La Diplomatie française au temps de Louis XIV (1661-1715)
- 1931 : 
  - Gustave Constant (1869-1940) pour La Réforme en Angleterre I. Le schisme anglican. Henri VIII
  - Antoine Hadengue (1902-1941) pour Les Gardes rouges de l’an II
  - Léon-Ernest Halkin pour Réforme protestante et Réforme catholique au diocèse de Liège. Le cardinal de la Marck, prince-évêque de Liège
  - René-Gustave Nobécourt pour La Vie d’Armand Carrel
  - Camille Vergniol (1862-1932) pour Dumont d’Urville
- 1932 : 
  - Jean-Paul Alaux pour Vasco de Gama ou l’Épopée des Portugais aux Indes
  - Henry Aurenche pour La Mort de Stamboul
  - Bernard Combes de Patris pour Un homme d'État de la Restauration. Le comte de Serre (1776-1824)
  - François Jourda de Vaux de Foletier pour Le Siège de La Rochelle
  - Albert Kammerer pour La mer Rouge
  - Abel Mansuy (1873-1936) pour Jérôme Napoléon et la Pologne en 1812
  - Gaston Martin pour Nantes au XVIIIe siècle et L'Ère des négriers
  - Léon Mirot pour Études lucquoises
  - Pierre Richard pour Histoire du Concile de Trente
  - Charles Rolin (1886-1971) pour La Vie d'un village lorrain
  - Firmin van den Bosch pour Vingt Années d'Égypte
  - Jean-Marie Vidal (1872-1940) pour Schisme et Hérésie du diocèse de Pamiers
- 1933 : 
  - Prosper Boissonnade pour Colbert
  - Henri Carré (1873-1954) pour Sully. Sa vie et son oeuvre (1559-1641)
  - Jacques Marie Joseph de Marsay pour De l'âge des privilèges au temps des vanités
  - André-Jean Festugière pour L'Idéal religieux des Grecs et l'Évangile
  - Adrien Huguet (1869-1940) pour Jean de Poutrincourt, vice-roi du Canada
- 1934 : 
  - Louis Allard (18..-1955) pour La Comédie de mœurs
  - Henri Baraude (1859-1950) pour Lopez, agent financier et confident de Richelieu
  - Mathieu-Maxime Gorce (1898-1979) pour L'Essor de la pensée au Moyen Âge
  - Fernand Grenard pour La Révolution russe
  - Jacques Hérissay pour Le Mont Valérien
  - Raoul Patry pour Philippe du Plessis-Mornay
  - Joseph Peter (1879-1937) et Charles Poulet (1887-1950) pour Histoire religieuse du département du Nord pendant la Révolution
  - Paul Renaudin pour Le Maréchal Fabert
  - Paul-Frédéric Rollet pour Livre d'or de la Légion étrangère
  - Eugène Sol pour La Révolution en Quercy
- 1935 : 
  - Henri-Xavier Arquillière pour Saint Grégoire VII
  - Geneviève G. Beslier pour Le Sénégal
  - Jean Héritier pour Marie Stuart et le Meurtre de Darnley
  - Auguste Thomazi pour La Conquête de l'Indochine
- 1936 : 
  - Émile Dard pour Napoléon et Talleyrand
  - Louis de Voïnovitch (en) (1864-1951) pour Histoire de la Dalmatie
  - Jacques Méniaud (1877-1938) pour Sikasso ou l'Histoire dramatique d'un royaume noir au XIXe siècle
- 1937 : 
  - Charles de Chavannes pour Avec Brazza.  Souvenirs de la mission de l'Ouest-Africain
  - Mesdemoiselles H. de Golesco et Augustine de Weisme pour Louise d’Orléans, reine des Belges
  - Édouard Gachot (1862-1945) pour La Dispute du Rhin, de Jules César à Foch
  - Marcel Gaultier (1900-1960) pour Ming-Mang
  - M. Harduin pour Les Bluets de la Tour d'Auvergne
  - Maxime de Sars pour Petite histoire de Saint-Quentin
- 1938 : 
  - Charles-Joseph-Édouard Andréa pour La Révolte druze et l'Insurrection de Damas (1925-1926)
  - Colonel Marie-Léon-Paul-Joseph Argueyrolles pour Le Coup de dés de Tannenberg (Août 1914). La tragique campagne de Prusse orientale
  - Henri Carré (1873-1954) pour Le Maréchal de Villars
  - Victor Carrière (1872-1946) pour Les Épreuves de l'Église de France au XVIe siècle
  - Nikolaï de Bazili pour La Russie sous les Soviets
  - Gaston d'Armau de Pouydraguin pour La Bataille des Hautes-Vosges
  - F. des Issarts et N. Khoury pour S. B. Monseigneur Elias Hoyek, patriarche maronite du Liban, grand ami de la France
  - Jean Escarra pour La Chine, passé et présent
  - Jules Garsou (1866-19..) pour Le Général Belliard
  - Georges Gay (1895-1943) pour La Bataille de Charleroi
  - Jacques Godechot pour Les Commissaires aux armées sous le Directoire
  - Georges Guitton (1877-1962) pour Saint Jean-François Régis
  - Jules Joachim (1871-1961) pour Le Père Antoine Kohlmann
  - Émile Lesueur (1880-1946) pour Louis-Henri-Joseph de Bourbon, le dernier Condé
  - Pierre Lyautey pour Survol des Amériques
- 1939 : 
  - Robert Barroux (1899-1960) pour Dagobert, roi des Francs
  - Paul Bastid pour Sieyès et sa pensée
  - Marc Chassaigne (1883-19..) pour Le Comte de Lally
  - Constantin de Grunwald (1881-1976) pour La Vie de Metternich
  - Auguste Leman (1879-1945) pour Richelieu et Olivarès
- 1940 : 
  - Paul Courteault pour Histoire de Gascogne et de Béarn
  - Pierre d'Espezel (1893-1959) pour Le Palais de justice de Paris, château royal
  - Paul Fleuriot de Langle (1897-1968) pour Alexandrine Lucien-Bonaparte, princesse de Canino (1778-1855)
- 1941 : 
  - Charles de Chambrun pour Lettres à Marie, Pétersbourg-Pétrograd, 1914-1918
  - Émile Dard pour Dans l’entourage de l’Empereur
- 1942 : Jacques Chastenet pour William Pitt
- 1943 : Jacques de Maupeou pour Le Chancelier de Maupeou
- 1944 : Léon Lemonnier pour La Guerre de Sécession
- 1945 : 
  - John Charpentier (1880-1949) pour L'Ordre des Templiers
  - Adrien Dansette pour Les Origines de la Commune de 1871
- 1946 : 
  - Maurice Baumont pour La Faillite de la paix : 1918-1939
  - Madeleine Saint-René Taillandier pour La Jeunesse du Grand Roi. Louis XIV et Anne d'Autriche
  - Gaston Zeller (1890-1960) pour L'Alsace française de Louis XIV à nos jours
- 1947 : 
  - Pierre Bessand-Massenet (1899-1985) pour La France après la Terreur
  - Louis Grimaud (1874-1957) pour Histoire de la liberté de l'enseignement en France. Le Consulat et l'Empire
- 1948 : 
  - Louis Chardigny pour Les Maréchaux de Napoléon
  - Louis Hastier pour Énigmes du temps passé
- 1949 : 
  - Jacques Desmarets pour La Défense nationale
  - Odette Viennet pour Napoléon et l'Industrie française, la crise de 1810-1811
- 1950 : 
  - Jean Gallotti (1881-1972) pour Le Palais des Papes
  - Bernard Nabonne pour Joseph Bonaparte, le Roi Philosophe

### De 1951 à 1989
- 1951 : 
  - Louis Hastier pour La Double Mort de Louis XVII
  - Robert Schnerb pour Rouher et le Second Empire
- 1952 : 
  - Maurice Andrieux pour Le Père Bugeaud
  - Émilienne Demougeot pour De l’unité à la division de l'Empire Romain
- 1953 : 
  - Louis Dollot pour Les Cardinaux ministres sous la Monarchie française
  - Jacques Nanteuil pour Henri de la Rochejaquelin
- 1954 : 
  - Alfred Détrez pour Le Faubourg Saint-Honoré
  - Jacques Hillairet pour Évocation du Vieux Paris
- 1955 : Jean Fourcassié pour Villèle
- 1956 : Marguerite Teillard-Chambon alias Claude Aragonnès pour Lincoln, héros d'un peuple
- 1957 : Renée Deburat (1918-2012) pour Napoléon et les Manuels d’Histoire
- 1958 : 
  - Philippe Amiguet pour Une princesse à l'école du Cid. La Grande Mademoiselle et son siècle
  - Jules Laroche pour Au quai d’Orsay avec Briand et Poincaré
  - Léon Moreel pour Le Maréchal Mortier, duc de Trévise
  - Jean Tenaille pour Civilisation occidentale : origine, formation et valeur des principes
- 1959 : 
  - Jean Lucas-Dubreton (1883-1972) pour Charles-Quint
  - Michel Poniatowski pour Histoire de la Russie soviétique et l’Alaska
  - Jacques Roujon pour Le Duc de Saint-Simon
  - Jacques Vivent (1892-19..) pour Charles X, dernier roi de France et de Navarre
- 1960 : 
  - Pierre Chevallier pour Loménie de Brienne et l'Ordre monastique
  - Jean-Paul Garnier (1904-1973) pour Murat, roi de Naples
- 1961 : Pierre de Saint Jacob pour Les Paysans de la Bourgogne du nord au dernier siècle de l'Ancien régime
- 1962 : Pierre Rousseau pour Histoire des transports
- 1963 : 
  - Jean Egret (1902-1976) pour La Pré-révolution française
  - Philippe Jullian pour Édouard VII
  - Daria Olivier (1908-1998) pour Élisabeth de Russie, fille de Pierre le Grand
- 1964 : 
  - Pierre-Antoine Perrod (1907-1994) pour L'Affaire Ledru, la robe de la défense
  - Zinaïda Schakovskoy (1906-2001) pour La Vie quotidienne à Moscou au XVIIe siècle
- 1965 : 
  - Jean d'Elbée (1882-1966) pour Saint-Jean-de-Luz, ville royale
  - René Sédillot pour Histoire des marchands et des marchés
- 1966 : 
  - Robert Latouche pour Gaulois et Francs
  - Alfred Leroy (1897-19..) pour Histoire de la civilisation anglaise
  - Dr Phung Van Dan pour La Formation territoriale du Viêt-Nam
- 1967 : Robert Étienne pour La Vie quotidienne à Pompéi
- 1968 : 
  - Yves Cazaux pour Marie de Bourgogne
  - Paul Lesourd (1897-1981) et Claude Paillat pour Dossier secret : l’Église de France
- 1969 : 
  - Françoise de Bernardy pour La Reine Hortense
  - Guy Frégault pour Pierre le Moyne d’Iberville
  - Jacques Lethève (1914-1992) pour La Vie quotidienne des artistes français au XIXe siècle
  - Claude Mettra pour Grandes Dynasties d’Europe : Les Bourbons
- 1970 : 
  - François Balsan pour Connaissance de l'Asie, étrange Baloutchistan
  - Marc Besson pour Histoire de la Révolution à Libourne
  - André Guérin pour La Folle Guerre de 1870
- 1971 : 
  - François Broche pour Le Bataillon des guitaristes
  - Yves Cazaux pour Guillaume le Taciturne
  - Robert Fossier pour Histoire sociale de l’Occident médiéval
  - Pierre Grillon (1909-1989) pour La Correspondance du Consul Louis Chénier
- 1972 : 
  - Arnaud de Lestapis pour La Conspiration de Batz (1793-1794)
  - Dominique Desanti pour Les Socialistes de l’utopie
  - Joseph Valynseele pour Les Say et leurs alliances
- 1973 : Jacques Godechot pour Histoire de l’Italie moderne (1770-1870)
- 1974 : 
  - Pierre Échinard pour Grecs et Philhellènes à Marseille, de la Révolution française à l’Indépendance de la Grèce
  - Léopold Genicot pour L’Histoire de la Wallonie
- 1975 : Léonce Peillard (1898-1996) pour La Bataille de l’Atlantique
- 1976 : 
  - Guy Chaussinand-Nogaret pour La Noblesse au XVIIIe siècle
  - Yvonne Labande-Mailfert (1906-1997) pour Charles VIII et son milieu : 1470-1498, la jeunesse au pouvoir
- 1977 : 
  - Hubert d'Andlau-Hombourg pour Le Livre d’histoire d’une famille d’Alsace
  - Pierre Pommarède pour La Séparation de l’Église et de l’État en Périgord
- 1978 : 
  - Claude de Boisanger pour On pouvait éviter la guerre d’Indochine
  - Charles-Emmanuel Dufourcq et Jean Gautier-Dalché pour Histoire économique et sociale de l’Espagne chrétienne au Moyen Âge
  - André Guérin pour La Vie quotidienne au Palais-Bourbon à la fin de la IIIe République
- 1979 : 
  - Anne Blanchard pour Les ingénieurs du "Roy", de Louis XIV à Louis XVI
  - Léo Moulin pour La vie quotidienne des Religieux au Moyen Âge (Xe – XVe siècle)
- 1980 : 
  - Jean-Claude Bonnefont (1933-....) pour Histoire de la Lorraine de 1900 à nos jours
  - Paul Larivaille pour La Vie quotidienne en Italie au temps de Machiavel (Florence et Rome)
  - Lucien Laugier pour Turgot ou le Mythe des réformes
- 1981 : 
  - Pierre Barret et Jean-Noël Gurgand pour Ils voyageaient la France. Vie et traditions des Compagnons du Tour de France au XIXe siècle
  - Joseph Dehergne (1903-1990) et Donald-Daniel Leslie (1922-....) pour Juifs de Chine (à travers la correspondance inédite des Jésuites du XVIIIe siècle)
  - Hubert Lamant et Fernand de Saint-Simon pour Armorial des Cincinnati de France
  - Ivan Loiseau (1892-1981) pour Les Aristocrates complices de la Révolution
- 1982 : 
  - Patrick de Gmeline pour De la Cour à l’Exil. 50 ans de correspondance d’un gentilhomme du Rouergue
  - Claude Latta pour Un républicain méconnu : Martin Bernard (1808-1883)
  - Jean Meyer pouI Colbert
  - Claude Quétel pour De par le Roy. Essai sur les lettres de cachet
- 1983 : 
  - Pierre Goubert pour La Vie quotidienne des paysans français au XVIIe siècle
  - Jean Markale pour Vercingétorix
  - Jacques Pinglé pour L’Inquisition ou la Dictature de la foi
- 1984 : 
  - Geneviève Chastenet pour Marie-Louise, l’Impératrice oubliée
  - Claude Dufresne pour Morny, l’homme du Second Empire
  - Gérard Sivéry pour Saint Louis et son siècle
- 1985 : 
  - Pierre Le Bastart de Villeneuve pour Le Vrai Limoëlan, de la machine infernale à la visitation
  - Jacques Michel (1912-....) pour Du Paris de Louis XV à la marine de Louis XVI. L’œuvre de Monsieur de Sartine
- 1986 : 
  - Philippe Boutry pour Prêtres et Paroisses au pays du curé d’Ars
  - Ivan Gobry pour Les Moines en Occident
- 1987 : 
  - Célia Bertin pour Jean Renoir
  - Jean-Claude Bologne pour Histoire de la pudeur
- 1988 : Yves Pourcher pour Les Maîtres de granit
- 1989 : 
  - Élie Fournier pour La guerre de Vendée n’aura pas lieu
  - Claude Quétel pour La Bastille ; histoire vraie d’une prison légendaire